# Al-Musawwarat as-Safra

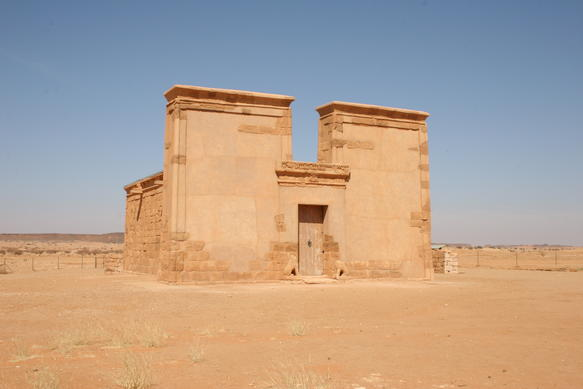
Świątynia Lwa w Al-Musawwarat as-Safra

Al-Musawwarat as-Safra (także: Al-Musawwarat as-Sufra; arab. المصورات الصفراء) – stanowisko archeologiczne w Sudanie, w pobliżu VI Katarakty. Zachowały się tu pozostałości kuszyckiego miasta z wielkim zespołem sakralnym. Wśród odkrytych tu świątyń znajduje się świątynia poświęcona najważniejszemu bóstwu meroickiemu – Apedemakowi. W mieście odnaleziono wiele inskrypcji i reliefów, które pozwoliły m.in. na zidentyfikowanie meoickiego boga-stwórcy Sebiumekera. Ściany kompleksu świątynnego są pokryte licznymi insprypcjami - wśród nich znajduje się także łacińska inskrypcja pozostawiona przez człowieka o imieniu Acutus, ślad tego, że Rzymianie okazjonalnie bywali w tym odległym, południowym regionie.